# 康拉德 (姓氏)
康拉德（Conrad）可以指：

## 人物
- 皮特·康拉德（Charles "Pete" Conrad, Jr.，1930年—1999年），前美国宇航局宇航员、航空航天工程师、美国海军军官和试飞员。
- 约瑟夫·康拉德（Joseph Conrad，1857年—1924年），波兰裔英国小说家。

|  | 本页或本分段罗列了姓氏为「Conrad」的人物。 如果是一个指代特定个人的内链将您引导到本页，請考慮修正該人物的名字以將链接指向正確的條目。 |